# Apostolo Zeno
Apostolo Zeno (født 11. december 1668 i Venedig, død 11. november 1750 sammesteds) var en italiensk digter og lærd.
Zeno var en historisk og litteraturhistorisk forsker af rang. Han stod i forbindelse med udenlandske videnskabelige storheder og udgav 1710—33 Giornale de' letterati d'ltalia (i alt 40 bind). Men ved siden heraf dyrkede han ivrig poesien og havde sin specialitet i operatekster; han ansås for tidens bedste librettist på opera serias område, før Metastasio optrådte, og hans melodrammi sattes i musik af Hasse og andre yndlingskomponister. Det var da også hans berømmelse som tekstdigter, der bragte kejser Karl VI til at kalde ham til Wien som hofpoet og historiograf 1718. Zeno, der nylig forgæves havde ansøgt om en stilling ved San Marcos bibliotek, modtog tilbuddet, nåede derhen efter en besværlig rejse og opholdt sig der til 1728, da han af helbredshensyn vendte tilbage til Venedig. Under opholdet i Wien skrev han endnu flere operaer samt en snes oratorier (Azioni sacre). I sine sidste leveår var han beskæftiget med lærde studier og arbejder. Allerede tidligere var udkommet Compendio del vocabolario della Crusca (Venezia 1705) og Istorici delle cose veneziane (10 bind, sammesteds 1718—1722); efter hans død udkom en kommenteret udgave af Giusto Fontaninis Biblioteca dell' eloquenza italiana (2 bind, sammesteds 1753), Dissertazioni Vossiane om de af Gerhard Johann Vossius omtalte italienske historieskrivere, der har skrevet på latin (2 bind, Venedig 1752—1753), Compendio della storia della repubblica veneziana (sammesteds 1774) og en interessant samling Lettere (bedste udgave ved Jacopo Morelli, 6 bind, Venezia 1785), Opere drammatiche, først Venedig 1744 (10 bind), senere Torino 1755 (12 bind) og flere udgaver.